# Friedrich Carl von Savigny
Friedrich Carl von Savigny (Francoforte do Meno, 21 de fevereiro de 1779 – Berlim, 25 de outubro de 1861) foi um dos mais respeitados e influentes juristas alemães do século XIX. Maior nome da Escola Histórica do Direito, seu pensamento teve grande influência no direito alemão, bem como no direito dos países de tradição romano-germânica, especialmente no direito civil. Savigny é responsável pela criação e pelo desenvolvimento do conceito de relação jurídica e de diversos conceitos relacionados, como o de fato jurídico, tendo seu método histórico influenciado, entre outros movimentos, a jurisprudência dos conceitos.
Na política alemã, Savigny foi Ministro da Justiça entre 28 de fevereiro de 1842 e 30 de março de 1848, tendo renunciado devido à revolução nos Estados alemães.

## Biografia

### Juventude

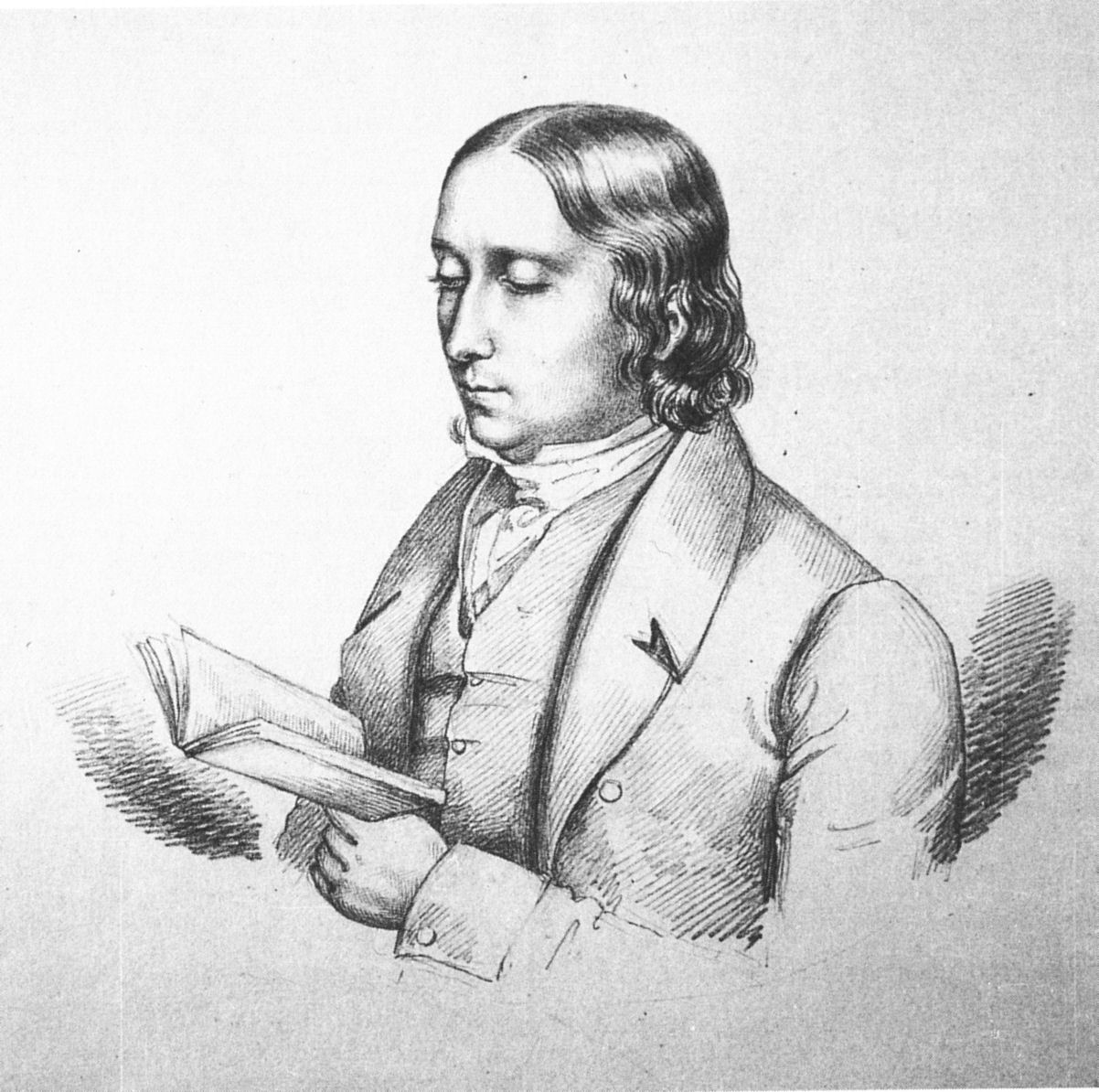
Retrato de 1805.

Savigny era de uma família que teve seu nome ligado à história da Lorena, derivando seu nome do castelo de Savigny perto de Charmes no vale do rio Mosela. Quando ficou órfão aos treze anos de idade, Savigny foi criado por um tutor até que, em 1795, ele entrou para a Universidade de Marburgo para estudar direito, onde teve como professores Anton Bauer, um dos mais notáveis pioneiros da reforma do direito penal alemão, e Philipp Friedrich Weiss, destacado por seu conhecimento em direito medieval. À maneira dos estudantes alemães, Savigny freqüentou diversas universidades, notadamente: a de Jena, a de Leipzig, a de Göttingen e a de Halle; tendo retornado a Marburgo para doutorar-se em 1800. Em Marburgo, ele lecionou como Privatdozent direito penal e pandectas. Dentre seus alunos estavam, entre outros, os irmãos Grimm, em cujas carreiras Savigny exerceu grande influência.
Em 1803, publicou seu famoso tratado, Das Recht des Besitzes ("Tratado da Posse"), que foi imediatamente saudado pelo grande jurista Thibaut como sendo uma obra-prima e obteve uma rápida aceitação européia, permanecendo, ainda hoje, um marco na história do direito. Em 1804 Savigny casou com Kunigunde Brentano, conhecida por "Gunda", a irmã de Bettina von Arnim e Clemens Brentano, o poeta. No mesmo ano, iniciou uma demorada viagem pela França e sul da Alemanha à procura por novas fontes do direito romano. Nessa busca, ele obteve especial êxito em Paris.
Em 1808, foi designado pelo governo bávaro para ser o professor de direito civil em Landshut, onde permaneceu um ano e meio. Em 1810, foi chamado, sobretudo pela indicação de Wilhelm von Humboldt, para ocupar a cadeira de Direito romano na nova Universidade de Berlim. Lá uma de suas tarefas foi a de criar, em conjunto com a faculdade de Direito, um "Spruch-Collegium" (um tribunal extraordinário competente para emitir opiniões em casos encaminhados a ele pelos tribunais ordinários), tendo Savigny ativa participação em seu trabalho. Estava ocupado em dar aulas, em administrar a Universidade (onde era o terceiro reitor) e como preceptor do príncipe regente em Direito romano, penal e prussiano. Uma consequência importante de sua permanência em Berlim foi sua amizade com Niebuhr e Eichhorn.

### Disputa Savigny x Thibault

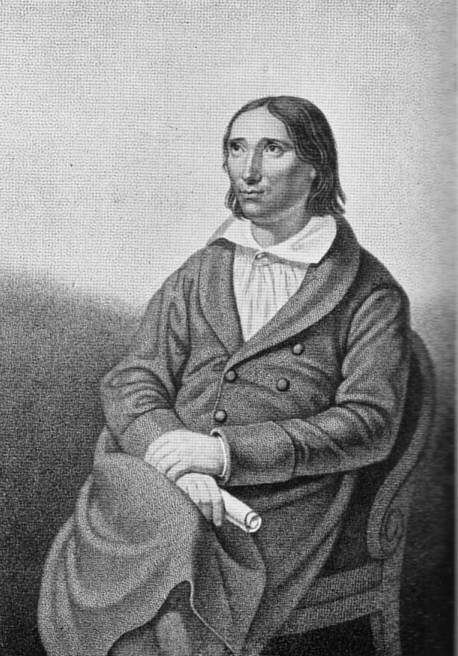
Gravura de Ludwig Emil Grimm. Seus irmãos mais velhos foram alunos de Savigny.

Em 1814, nasceu seu filho, Karl Friedrich von Savigny, que mais tarde se tornaria um diplomata e político prussiano. No mesmo ano, surgiu seu panfleto Vom Beruf unserer Zeit für Gesetzgebung und Rechtswissenschaft (A vocação do nosso tempo para a legislação e jurisprudência). Foi um protesto contra a procura pela codificação e foi interpretado como uma resposta ao panfleto de Thibaut, que pedia a criação urgente de um código civil para a Alemanha que estivesse livre das influências de outros sistemas de leis estrangeiros. Neste famoso panfleto, Savigny não se opôs à introdução de novas leis, ou mesmo de um novo sistema de leis, apenas contestou a codificação proposta em dois fundamentos:
1. que o dano que havia sido causado pela negligência de gerações anteriores de juristas não poderia ser instantaneamente reparado, e que seria necessário um tempo para colocar a casa em ordem;
2. que havia um grande risco do então chamado direito natural, com sua "infinita arrogância" e sua "filosofia barata" arruinar tal esquema.

A importância duradoura desse panfleto é que ele salva o direito das vãs abstrações tais como as da obra Institutiones juris naturae et gentium de Christian Wolff, e prova que um "estudo histórico do Direito positivo era um pré-requisito para o correto entendimento da ciência de todo o direito".

### Escola histórica e maturidade

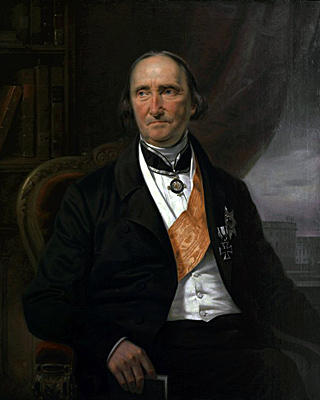
Friedrich Carl von Savigny.

Em 1815 Savigny fundou, com Karl Friedrich Eichhorn e Johann Friedrich Ludwig Göschen, a Zeitschrift für geschichtliche Rechtswissenschaft (Revista para a história da ciência do direito), publicação da nova escola histórica da qual ele foi o principal representante. Neste periódico (vol. iii. p. 129 seq.), Savigny deu a conhecer ao mundo a descoberta de Niebuhr, em Verona, de um texto perdido de Gaio, declarando-o, após avaliação da parte do manuscrito que lhe foi entregue para análise, como sendo um trabalho de Gaio e não de Ulpiano, como Niebuhr havia sugerido.
O registro do resto da vida de Savigny consiste de pouco mais de uma lista de merecidas homenagens que ele recebeu das mãos de seu soberano e dos trabalhos que ele publicou com infatigável disposição. Em 1815, surgiu o primeiro volume de sua Geschichte des römischen Rechts im Mittelalter (História do direito romano na Idade Média), sendo o último volume publicado em 1831. Este trabalho, que havia sido sugerido anteriormente por seu antigo mestre Weiss, pretendia originalmente ser uma história literária do direito romano, de Irnério até os tempos atuais. Seu projeto foi, em alguns aspectos, reduzido e, em outros, ampliado. Ele não passou, na sua narrativa, além do século XVI, quando a divisão de nacionalidades perturbou as bases da ciência do direito. A sua abordagem do tema não foi meramente bibliográfica; foi filosófica. Revelou a história do Direito romano, desde o fim do Império Romano do Ocidente até o início do século XII, e mostrou como, apesar de considerado morto, o Direito romano sobreviveu nos costumes locais, nas cidades, nas doutrinas eclesiásticas e no ensino das escolas, até que ressurgiu, uma vez mais, com todo o seu esplendor em Bolonha e em outras cidades italianas.
Em 1817, ele foi designado membro da comissão para a organização dos estados provinciais prussianos e, também, membro do departamento de justiça do Preußischer Staatsrat. Em 1819, tornou-se membro da Suprema Corte de Apelação para as Províncias do Reno. Em 1820, foi feito membro da comissão para a revisão do código de Direito prussiano. Em 1822, uma séria doença nervosa o atacou e ele foi obrigado a fazer uma viagem para poder descansar. Em 1835, começou a elaborar seu trabalho sobre Direito romano contemporâneo, System des heutigen römischen Rechts ("Sistema do direito romano atual"). Por este trabalho, foi considerado o fundador do moderno direito internacional privado: o oitavo volume deste livro pode ser considerado como o tratado que mais influenciou o desenvolvimento da matéria.
Sua atividade como professor foi encerrada em março de 1842, quando foi designado "Grosskanzler" (Grão-Chanceler), como Ministro da Justiça da Prússia, com o título de "Gesetzesrevision". Nesta posição, ele executou várias reformas importantes no Direito com relação a letras de câmbio e divórcio. Manteve-se no cargo até 1848, quando, por ocasião da revolução, renunciou. Em 1850, por ocasião do jubileu de seu doutorado, surgiu, em cinco volumes, o seu Vermischte Schriften ("Escritos Diversos"), consistindo em uma coleção de seus trabalhos secundários publicados entre 1800 e 1844. Este evento deu origem a uma série de homenagens por toda a Alemanha ao "grande mestre" e fundador do Direito moderno. Em 1853, publicou seu tratado sobre Obrigações (Das Obligationenrecht), um suplemento para o seu trabalho sobre o Direito romano moderno, no qual claramente demonstra a necessidade pelo tratamento histórico do Direito. Savigny morreu em Berlim, em 1861.

## Pensamento

### Juventude: o curso de inverno (1802-1803)
No inverno de 1802, Savigny deu um curso na Universidade de Marburgo sobre hermenêutica jurídica, ao qual compareceram, entre outros, os irmãos Grimm. Um dos irmãos, Jacob Grimm, realizou anotações que foram conservadas até serem publicadas em 1951 com o nome de "Methodenlehre der Rechtswissenschaft" (Metodologia Jurídica). Nesse curso, o pensamento do jurista apresenta algumas diferenças em relação ao seu pensamento maduro, conforme exposto no primeiro volume do "Sistema do Direito Romano Atual".
Savigny defende que o Direito é uma ciência que deve ser elaborada histórica e filosoficamente, no que parece um resquício de jusnaturalismo. Por um lado, a ciência do direito deve ser filosófica no sentido que deveria ser organizada como um sistema de conceitos jurídicos, constituindo esses conceitos um todo com unidade e organicidade. Por outro lado, ela deve ser histórica no sentido que deveria ser objetiva, ligada às raízes históricas de sua criação. O elemento histórico é uma busca pela objetividade que deveria, para o jurista, orientar a interpretação da lei independente de toda convicção individual. Para aplicá-la de modo correto, o juiz deveria ser totalmente objetivo, não agregando nada de si mesmo. Por isso, Savigny afirma que a ciência jurídica deve ser histórica: o sentido correto da lei é um dado histórico, vez que é a expressão na lei da vontade do seu autor. Assim, interpretar é reconstruir o conteúdo da lei: o intérprete deve colocar-se no ponto de vista do legislador e, assim, produzir artificialmente o seu pensamento.
À vontade do legislador, Savigny opõe a vontade da lei (ou vontade do legislador expressa na lei). Portanto, a divergência de Savigny em relação à Escola da exegese está no objetivo da interpretação. Embora ele concordasse que deveria haver a busca pela vontade do legislador, o jurista acreditava que não bastava que o legislador tivesse uma vontade: esta vontade deveria estar expressa na lei. Então, Savigny não propunha uma investigação autônoma da vontade do legislador (na exposição de motivos da lei, nos debates legislativos, na interpretação autônoma e etc), como a Escola. Ele subordinava a reconstrução do pensamento legislativo ao estudo dos próprios textos efetivamente legislados: para a interpretação do texto legal, recusava o recurso a textos extralegais. Isso mostra sua grande vinculação ao elemento gramatical da interpretação.
Essa diferença parece derivar, ao menos parcialmente, das características do Direito alemão da época: a inexistência de codificações e a utilização do direito romano tornavam impossível verificar a vontade real dos autores do texto romano. Entretanto, essa vinculação ao elemento gramatical não fez com que Savigny se limitasse a esse aspecto, tendo armado um esquema interpretativo baseado numa tríplice atividade. Em primeiro lugar, uma parte lógica: consiste na apresentação do conteúdo da lei em sua origem e relação das partes entre si, a partir daquilo que está expresso no texto. Em segundo lugar, uma parte gramatical: decorrência da necessidade de fixar-se aquilo que está expresso no texto, torna-se um corolário da primeira. Em terceiro lugar, uma parte histórica: é preciso conhecer as condições históricas do momento em que a lei foi feita para captar-lhe o pensamento.

### Vocação
A chamada "polêmica Thibaut x Savigny" polarizou a discussão na Alemanha do século XIX, sobre a necessidade e conveniência da formação de um código que sistematizasse um direito civil unificado para todos os Estados Alemães. Thibaut era filiado à escola jusracionalista e comungava do pensamento de que o homem, pelo exercício da razão e valendo-se de ideias inatas, seria capaz de deduzir princípios e normas de validade universal, o direito natural. Eram contrários à aplicação do direito consuetudinário e do código justinianeu aos germânicos. Assim, Thibault acreditava que os reinos germânicos deveriam estabelecer uma codificação única do direito civil, nos moldes do Código Napoleônico, de modo a racionalizar e modernizar o direito germânico, permitindo, também, uma futura unificação.
Motivado pelo livro de Thibaut, "Da Necessidade de um Direito Civil Geral para a Alemanha", Savigny, também em 1814, publica a obra "Da Vocação de nosso Tempo para a Legislação e a Jurisprudência". Nesse escrito, Savigny declara-se contrário à proposta de codificação do direito alemão. Ele acreditava que os costumes do povo seriam a fonte primária do direito e expressão imediata da consciência jurídica coletiva. Enquanto Thibaut acreditava num direito que é anterior ao homem, isto é, ideal e eterno, Savigny destacava seu caráter cultural, produto historicamente construído pelas gerações de cada povo. Savigny, portanto, defendia que o Direito não era revelado ao legislador pela razão, mas que deveria ser extraído do espírito do povo (Volksgeist).
O espírito do povo não é um conceito concreto que deve ser apreendido por meio de uma análise sociológica de uma dada nação, mas antes um conceito cultural ideal e abstrato, referindo-se à comunidade espiritual ligada por uma cultura comum. O conceito não deve ser entendido como uma "entidade extra-individual, que existe objetivamente, exterior e superiormente às consciências dos indivíduos", mas como fruto das relações que se estabelecem entre pessoas com cultura, aspirações e ideais comuns. Seriam os traços culturais comuns dos membros de um mesmo povo, que o distingue de outros. Esse elemento comum é repassado entre as gerações pela tradição, influenciando as consciências individuais e objetivando-se nas instituições sociais. Assim, a ideia de uma "consciência jurídica popular", ou espírito do povo, foi cunhada a partir das concepções do idealismo alemão, de Schelling e Hegel, e do historicismo, de Heder. Alguns autores acreditam que as semelhanças entre Savigny e esses filósofos devem-se mais ao espírito da época do que a uma influência direta, chegando mesmo a afirmar que os representantes da "Escola histórica" "trataram os espíritos nacionais como entidades fechadas em si mesmas, sem qualquer sujeição ao espírito universal".
Savigny identifica no direito três elementos distintos, que combinados dariam corpo à totalidade do fenômeno jurídico. O primeiro seria o elemento popular, político ou consuetudinário, que se constitui pelos costumes. O jurista também denomina esse elemento de direito natural buscando enfatizar que, se há algum direito natural, esse é o que brota do seio das tradições de dada comunidade. O segundo, seria o elemento técnico, composto pelo trabalho dos juristas, os quais ele considera como os mais competentes para conhecer o direito e proporcionar sua evolução gradual pelo exercício da ciência jurídica. O direito que deveria ser estudado, assim, é aquele dos juristas (juristenrecht), isto é, o sistema jurídico desenvolvido na Alemanha a partir do estudo do direito romano e dos costumes.
O terceiro elemento do direito seria o elemento legal, composto pela legislação, que teria função declarativa. Savigny sustenta que o direito se origina da dinâmica entre o primeiro e segundo elementos e que a legislação deveria apenas esclarecer pontos obscuros dos costumes ou questões não pacificadas pela doutrina, sob os quais pairasse incerteza. Portanto, a legislação, em seu entendimento, não deveria jamais ir contra o espírito do povo e instituir um costume ou princípio que já não existisse na tradição. Savigny afirma que a codificação promove o engessamento do direito, paralisando-o no tempo, o que dificultaria a atuação das forças históricas e da consciência coletiva para o aprimoramento do ordenamento jurídico: não havia que se falar de um direito saxônico puro, pois o direito romano era elemento constitutivo do direito alemão, assim como não havia como se falar em uma língua pura, isto é, independentemente das influências históricas na formação do espírito do povo que a ela deu origem. Nesse sentido, Savigny critica a Escola da exegese dizendo que um código, culminação do intelectualismo jurídico, implica fatalmente um colapso da fecundidade jurídica criadora e um predomínio da exegese, à margem de toda preocupação verdadeiramente científica.
Portanto, Savigny radicaliza sua posição da juventude, entendendo o historicismo não apenas como pano de fundo para a compreensão da legislação, mas, agora, admitindo o caráter histórico do próprio Direito, no sentido que ele não decorre da vontade arbitrária de um legislador, mas da consciência jurídica de um povo expressa em seus costumes e na jurisprudência. Verificando-se que, atualmente, o direito alemão é codificado, poder-se-ia concluir que Savigny terminou por perder a discussão que polemizou o universo jurídico alemão no século XIX. Entretanto, essa conclusão revelar-se-ia precipitada: a codificação nesse país ocorreu somente um século após iniciada a polêmica sobre a codificação. Savigny, se não consegui impedir a codificação do direito alemão, pôde postergá-la por cem anos, período durante o qual a ciência jurídica alemã logrou consideráveis progressos.

### Maturidade: sistema de direito romano atual
Embora Savigny aceite as regras jurídicas como um dado histórico-cultural de validade objetiva, ele não se limita a propor uma descrição tópica e fragmentária delas, mas propõe uma reelaboração científica do material recebido, a partir de pontos de vista unitários, lançando as bases de uma ciência jurídica a um só tempo sistemática e historicista. Assim, o jurista, ao estudar o direito (romano e consuetudinário), deve identificar os princípios gerais, evidenciar e corrigir as lacunas e contradições, e elaborar os conceitos fundamentais para o desenvolvimento de um verdadeiro sistema jurídico.
É nesse livro que Savigny completa sua quadripartição dos critérios interpretativos, acrescentando à tripartição anterior o elemento sistemático. Então, duas inovações promove o jurista com os critérios interpretativos: primeiro, é a substituição da noção de diversas espécies de interpretação pela noção de vários elementos, isto é, não opções distintas de interpretação, mas partes integrantes de uma interpretação completa que deveria levar em considerações todos os elementos; e, segundo, uma inovação no conceito de direito já que, para Savigny, a noção de instituto vinculava-se à própria realidade jurídica, isto é, às relações concretas da vida tal como vividas pelo povo, e não, apenas, a descrições nas regras jurídicas.

## Legado

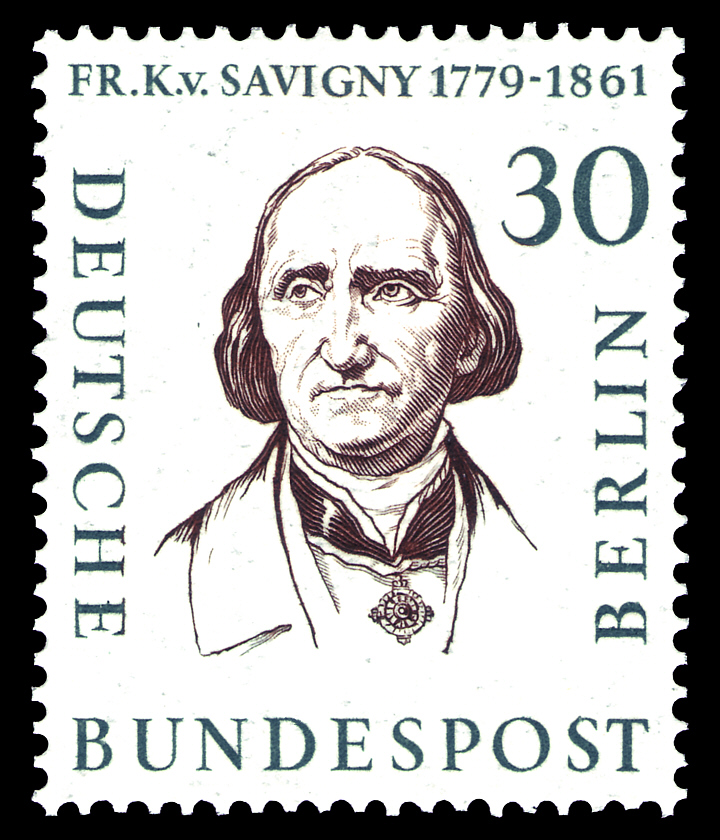
Selo do correio berlinense de 1957.

O principal legado da obra de Savigny é o seu método, conhecido como historicismo, e os efeitos que ele teve sobre as mais diversas correntes do direito germânico, como, por exemplo, a Jurisprudência dos conceitos. Embora a codificação acabasse vindo, sua gestação foi longa e encontrou uma Alemanha já unificada (o código civil alemão entrou em vigor em 1900). De certo modo, Savigny saiu-se vitorioso na polêmica sobre a codificação já que não só conseguiu retardá-la por quase um século, como o código refletiu as diversas inovações produzidas pela ciência do direito alemã do século XIX.
Filosoficamente, o historicismo liga-se à matriz hegeliana. Assim, o sujeito da história não é os indivíduos, mas o Espírito Objetivo. Essa visão se coadunava com o romantismo alemão e sua sacralização e mitificação do passado. Recusava, assim, o projeto modernizante do iluminismo, tido como abstrato e artificial. No direito, isso significava a ligação da validade da ordem jurídica com a sua adequação aos valores pertencentes a uma cultura determinada. Assim, quando Gustav Hugo, primeiro representante da Escola Histórica Alemã, redirecionou os esforços dos juristas germânicos para o estudo dos textos romanos e do direito consuetudinário, criou um novo método de estudo que permitiu o desenvolvimento de um sistema jurídico a partir daquelas regras.
A originalidade da Escola histórica de Savigny não foi a de evidenciar a historicidade ou o caráter sistemático, o que já havia sido feito pela escola humanista e pelo jusracionalismo, respectivamente, mas permitir uma síntese dessas duas características. Assim, a Escola histórica constituiu-se em uma inovação conservadora: o novo método de estudo do Direito é utilizado para a manutenção do direito germânico tradicional, impedindo as codificações feitas pelos Estados de inspiração liberal. Portanto, a partir das características do elemento histórico, podemos conceituar o historicismo de Savigny como retrospectivo e conservador: buscava dar um sentido objetivo ao Direito através da ligação deste com o seu passado, opondo-se à atualização das soluções jurídicas a partir das condições históricas do momento da aplicação do direito.

## Obras

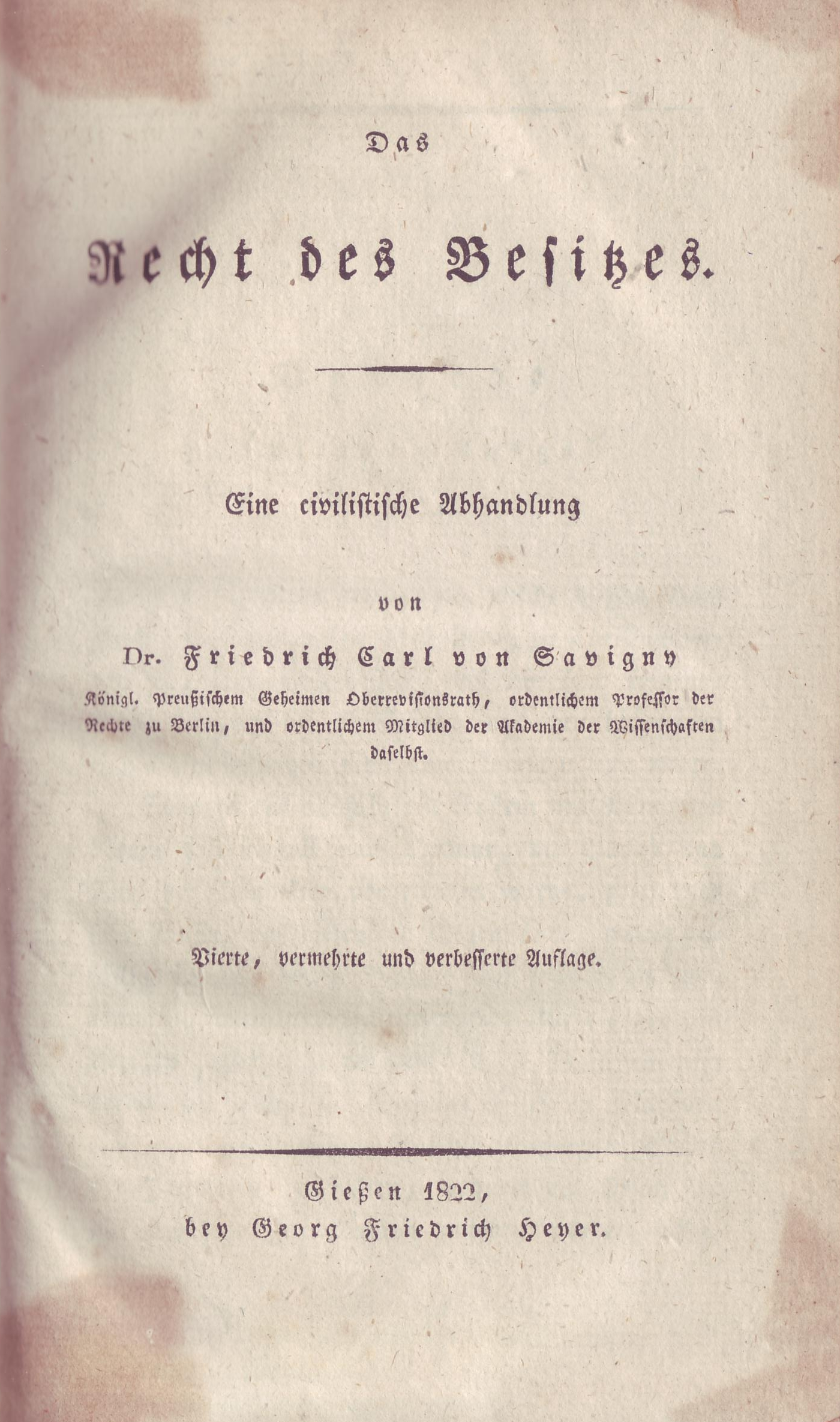
Capa da 4ª edição do "Tratado da Posse", de 1822.

### Como autor
- 1803 - Das Recht des Besitzes (Tratado da Posse)
- 1814 - Vom Beruf unserer Zeit für Gesetzgebung und Rechtswissenschaft (Da Vocação da Nossa Época para a Legislação e a Jurisprudência)
- 1815 a 1831 - Geschichte des römischen Rechts im Mittelalter (História do Direito romano na Idade Média)
- 1840 a 1849 - System des heutigen römischen Rechts (Sistema do Direito Romano Atual, em 8 volumes)
- 1850 - Vermischte Schriften (Escritos Diversos)
- 1851 - "Methodenlehre der Rechtswissenschaft" (Metodologia Jurídica)
- 1853 - Obligationenrecht (Direito das Obrigações)

### Como editor
- 1815 a 1850 - Zeitschrift für geschichtliche Rechtswissenschaften (Revista para a História da Ciência do Direito, com Karl Friedrich Eichhorn e Johann Friedrich Ludwig Göschen)